# 元门乡
元门乡，是中华人民共和国海南省白沙黎族自治县下辖的一个乡镇级行政单位。

## 行政区划
元门乡下辖以下地区：
南训村、红旗村、向民村、翁村、元门村和红茂村。